# Buchenavia iguaratensis
Buchenavia iguaratensis es una especie de planta con flor en la familia Combretaceae. 
Es endémica de Brasil, donde está amenazada por pérdida de hábitat. Es una especie muy poco conocida, con solo dos colecciones adicionales registradas, una de origen desconocido, y el otro de Miguel Arcanjo.

## Taxonomía
Buchenavia iguaratensis fue descrita por Nilza Fischer de Mattos y publicado en Loefgrenia; communicaçoes avulsas de botânica 24: 1. 1967.